# Wenn Poldi ins Manöver zieht
Wenn Poldi ins Manöver zieht ist eine österreichische Verwechslungskomödie von Hans Quest, die am 7. September 1956 ihre Premiere erlebte. Sie beruht auf der Novelle Manöverzwilling von Johann Nestroy und lief auch unter den Alternativtiteln Manöverzwilling und Die Blindgänger der 4. Kompanie.

## Handlung
Franz Stadler ist ein vorbildlicher Soldat und mit Bertha, der Tochter des Feldwebels Krummbein, so gut wie verlobt. Ein Militärmanöver wird angekündigt und Franz’ 69. Infanterieregiment will diesmal besonders diszipliniert sein, hat sie doch bereits 14 Manöver gegen das feindliche Regiment verloren. Franz’ Vorgesetzter hat die Manöverpläne da, der Gegner wird sie von Ingenieur Thomas erhalten. Dieser ist gerade per Zug auf dem Weg nach Juliendorf, wo er Quartier beziehen soll. Im Zug lernt er die junge Liesl kennen, die er vor zwei aufdringlichen Herrn beschützt, von denen einer sie während einer Tunnelfahrt küsst. Liesl denkt, Thomas habe sie geküsst, ohrfeigt ihn und ist nun nicht mehr gut auf ihn zu sprechen. Zufälligerweise kommen beide in Juliendorf im gleichen Hotel unter und werden durch den einfältigen Poldi auch noch im selben Zimmer untergebracht, ohne dass Liesl es merkt. Thomas wiederum legt sich heimlich ins Doppelbett, aus dem Liesl ihn nachts verjagt. Auf der Flucht nimmt Thomas jedoch aus Versehen ihren Koffer an sich und die Manöverpläne bleiben zurück. Liesl bringt ihm seinen Koffer am nächsten Tag in die Kaserne und verlässt sie mit einer Verabredung in ein Café.
Franz Stadler hat unterdessen, von seinem zukünftigen Schwiegersohn gedeckt, heimlich das Regiment verlassen, um zu seinem Vater nach Juliendorf zu gehen. Hier soll er für den Vater einen Verkauf regeln. Gleichzeitig will er bei ihm über die Heirat mit Bertha reden und sich sein Einverständnis holen. Innerhalb kürzester Zeit soll er wieder beim Regiment sein, das wegen des anstehenden Manövers eigentlich Ausgangssperre hat. Auf dem Weg zum Handelspartner überfährt Franz jedoch einen Zuchtbullen und wird inhaftiert. In Juliendorf bemerkt man sein Fehlen und schickt notgedrungen Franz’ Zwillingsbruder zum Regiment – den tumben Poldi. Der ist vor lauter Einfältigkeit vorlaut, erkennt weder Krummbein noch Bertha und lässt sich sofort von Regimentsarzt Dr. Swoboda krankschreiben. Der ist verwundert, dass Franz so ganz verändert ist, glaubt jedoch, eine neue Krankheit entdeckt zu haben. Er zieht Poldi zudem einen Backenzahn, der Franz Schmerzen bereitet hatte. Um die Krankheit „in freier Wildbahn“ studieren zu können, muss Poldi schließlich am Manöver teilnehmen. Als das Regiment loszieht, darf auch Franz aus dem Gefängnis kommen. Unerkannt mischt er sich in das Manöver. Obwohl sein Regiment schon nach kürzester Zeit glaubt, die 15. Niederlage eingestehen zu müssen, gelingt es Franz mit Poldis unfreiwilliger Hilfe, die Trompete des feindlichen Regiments zu stehlen und damit die Trophäe, die die Niederlage der anderen bedeutet. Franz gilt nun als Held und Dr. Swoboda, der Poldi kurz zuvor eine Spritze mit einem Heilungsmittel gegen die Dummheit gegeben hatte, ist von seiner Medizin überzeugt, zumal Franz auch der bereits gezogene Backenzahn nachgewachsen zu sein scheint.
Für verschiedene Paare kommt es zum guten Ende: Thomas und Liesl werden ein Paar, Franz verlobt sich mit Bertha, und Poldi und die einfache Köchin Rosel werden ebenfalls ein Liebespaar.

## Kritik
Der film-dienst schrieb, Wenn Poldi ins Manöver zieht sei „eine alberne Verwechslungskomödie nach Nestroy, dessen satirische Absicht nicht mehr zum Tragen kommt; in jeder Hinsicht letztklassig.“ „Nestroys Satire versinkt in Blödsinn“, sei aber „dank Gunther Phillipp ein angenehmer Zeitvertreib“, befand Cinema.